# نیروگاه برق آبی ریگا
نیروگاه برق آبی ریگا (به لاتین: Riga Hydroelectric Power Plant) یک نیروگاه برقابی در لتونی است که در سالاسپیلس واقع شده‌است.